# 後藤晨
後藤 晨（ごとう あきら、1930年〈昭和5年〉3月3日 - 2022年〈令和4年〉6月15日）は、日本の政治家。元岩手県水沢市（現・奥州市）長（3期）。

## 来歴
岩手県胆沢郡水沢町（のち水沢市、現・奥州市）出身。1946年（昭和21年）、岩手県立花巻中学校（現・岩手県立花巻北高等学校）卒。岩手県庁に入り、児童婦人、地方の各課長補佐、金ケ崎町助役、県成人福祉、人事の各課長、東京事務所長、県議会事務局長、土地開発公社副理事長、住宅供給公社理事長を歴任した。
1992年（平成4年）の水沢市長選挙に立候補し、無投票で当選した。同年1月に市長に就任した。1996年（平成8年）の市長選挙も無投票で当選。

### 2000年水沢市長選挙
2000年（平成12年）の市長選挙では新人との選挙戦になったが、これを破って3選を果たした。
※当日有権者数：-人 最終投票率：59.52%（前回比：-pts）
| 候補者名 | 年齢 | 所属党派 | 新旧別 | 得票数   | 得票率 | 推薦・支持 |
| -------- | ---- | -------- | ------ | -------- | ------ | ---------- |
| 後藤晨   | 69   | -        | 現     | 19,328票 | 69.6%  | -          |
| 瀬川貞清 | 49   | -        | 新     | 8,428票  | 30.4%  | -          |

市長は2004年（平成16年）1月28日まで務めた。
2022年6月15日、うっ血性心不全のため奥州市内の病院で死去。92歳没。